# Unfaithful (film fra 2002)
 For alternative betydninger, se Unfaithful. (Se også artikler, som begynder med Unfaithful)
Unfaithful er en amerikansk film fra 2002, der er instrueret af Adrian Lyne. I hovedrollerne ses Richard Gere og Diane Lane.

## Rolleliste
- Richard Gere som Edward Sumner
- Diane Lane som Constance "Connie" Sumner
- Olivier Martinez som Paul Martel
- Erik Per Sullivan som Charlie Sumner
- Chad Lowe som Bill Stone
- Dominic Chianese som Frank Wilson
- Erich Anderson som Bob Gaylord
- Michelle Monaghan som Lindsey
- Kate Burton som Tracy
- Margaret Colin som Sally
- Željko Ivanek som Detective Dean
- Michael Emerson som Josh
- Joseph Badalucco Jr. som Train Conductor